# 학습객체 메타데이터
학습객체 메타데이터(Learning Object Metadata: LOM)는 학습객체에 대한 정보를 담고 있는 메타데이터이다.

## 개요
학습객체가 메타데이터 정보를 가지고 있다면, 우리는 해당 학습객체가 어떤 내용이며, 형식은 무엇이고, 어떤 학습자를 대상으로 적용하며, 어떤 교과, 어떤 단원인지 등과 같이 이용에 필요한 정보를 파악할 수 있다. 그러나 만약 없다면, 원하는 학습객체를 찾기 위해 특정 학습객체의 처음부터 끝까지를 모두 살펴보아야 하는 불편함이 있다.

## 구성요소

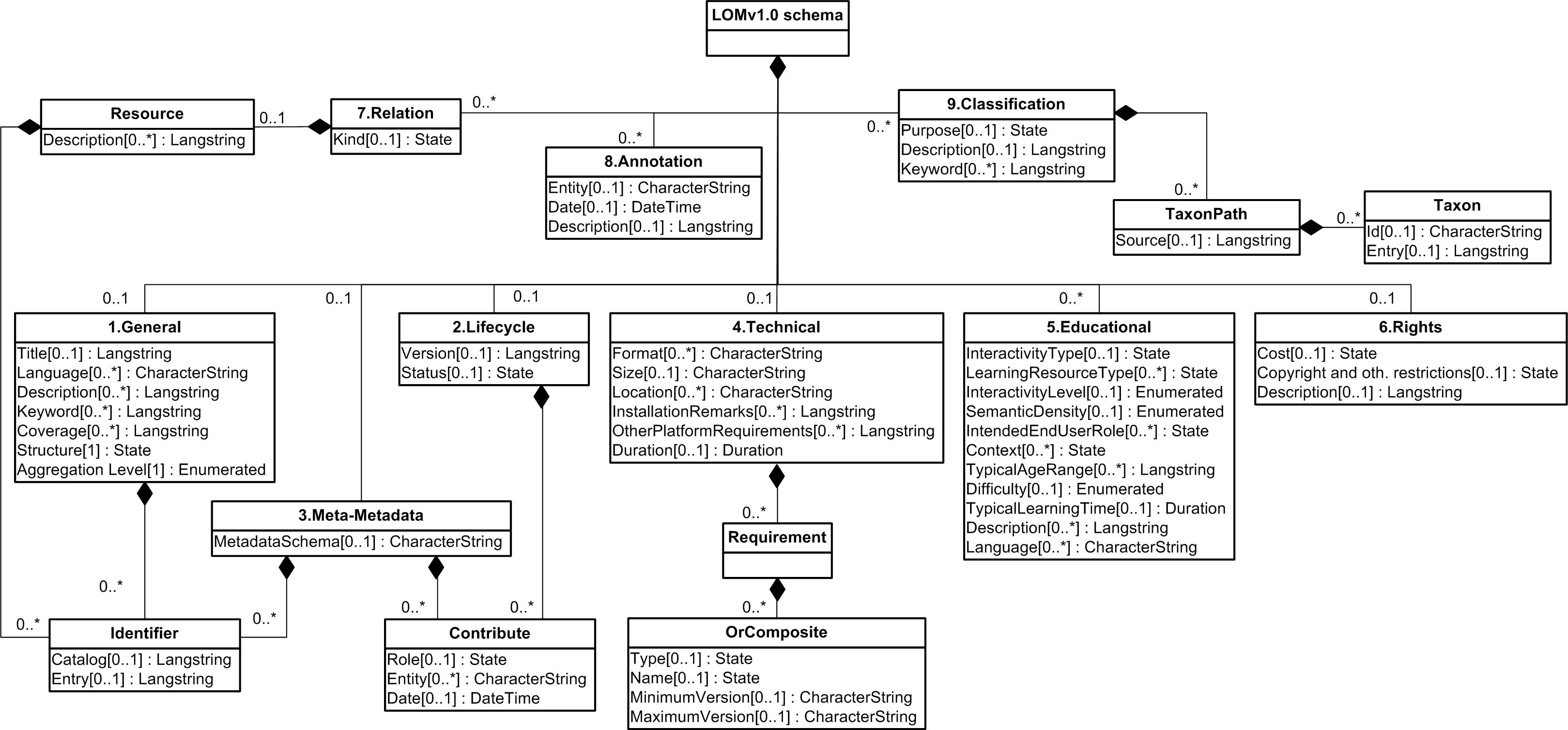
LOM 데이터 모형에서 요소들의 계층

구성요소는 9개 범주로 되어 있다.
1. 일반
2. 생명주기
3. 메타-메타데이터
4. 기술
5. 교육
6. 저작권
7. 관계
8. 주석
9. 분류

## 같이 보기
- 학습객체
- 한국형 교육정보 메타데이터(KEM)